# لیتل بردلی
لیتل بردلی (به انگلیسی: Little Bradley) یک روستا و محله مدنی در بریتانیا است که در St Edmundsbury واقع شده‌است. لیتل بردلی ۶۰ نفر جمعیت دارد.